# Stadion Poljud
Stadion Poljud, (občasno Mestni stadion na Poljudu), je večnamenski stadion v Splitu na Hrvaškem, ki je bil domači sedež nogometnega kluba Hajduk Split od leta 1979. Stadion se nahaja v soseski Poljud, ki spada v mestno okrožje Spinut. Odprt je bil septembra 1979 in ima 34.198 sedežev.
Prizorišče je bilo zgrajeno za mediteranske igre leta 1979, odprl pa ga je takratni jugoslovanski predsednik Josip Broz Tito. Prvotna zmogljivost je bila 55.000 stoječih gledalcev, v osemdesetih letih se je povečala na 62.000, preden je bila v devetdesetih opremljena s sedeži, s čimer se je zmogljivost zmanjšala na 35.000.
Stadion Poljud je bil tudi prizorišče evropskega atletskega prvenstva 1990 in kontinentalnega pokala IAAF 2010, medtem ko je od 2013 do 2018 vsako leto gostil Ultra Europe.